# Spaltenschildkröte
Die Spaltenschildkröte (Malacochersus tornieri) ist eine kleinbleibende, in Afrika beheimatete Landschildkröte. Sie ist die einzige Art in der Gattung Malacochersus.

## Erscheinungsbild
Das Tier erreicht eine Länge von 15 bis 20 Zentimetern. Auffallend ist ihr für eine Landschildkröte sehr flacher Panzer, der auch beim adulten Tier noch dünn und biegsam ist. Er ist so dünn, dass sogar die Atmungsbewegungen dieser Schildkröte sichtbar sind. 
Der Rückenpanzer ist braun bis gelblich und hat deutlich sichtbare konzentrische Wachstumsringe. Er weist häufig eine sehr auffällige, manchmal aber auch unauffällig bleibende strahlenförmige Musterung auf. Der Bauchpanzer ist ohne jegliche Farbmarkierungen. Wegen des flachen Panzers kann die Spaltenschildkröte ihren gelbbraunen, dreieckigen Kopf nicht einziehen. Die Beine sind ebenfalls gelbbraun und mit scharfen Krallen versehen. An den Vorderbeinen sind einige Schuppen besonders kräftig und vergrößert.

## Verbreitung
Die Spaltenschildkröte kommt in den ostafrikanischen Ländern Tansania und Kenia vor. Sie ist ein Bewohner felsiger, trockener und mit dornigen Pflanzen bewachsener Gebiete, der sogenannte Dornbuschsavanne. Hier kommt sie meist in den sogenannten Kopjes vor. Dies sind isolierte Felsenhügel, die für dieses Landschaftsgebiet charakteristisch sind. Die Schildkrötenart hat eine Höhenverbreitung von bis zu 1800 Metern über NN. Sie kommt aber auch in Tiefebenen vor, die nur 50 Meter über dem Meeresspiegel liegen.

## Lebensweise
Die Spaltenschildkröte ernährt sich ausschließlich pflanzlich, vorwiegend frisst sie Sukkulenten. Da der Panzer gegenüber Beutegreifern keinen Schutz bietet, flüchtet die Schildkröte. Durch ihren flachen Panzer kann sie sich in enge Felsspalten (deutscher Name) zurückziehen und durch Aufblähen der Lunge so fest darin verankern, dass sie kaum aus ihrem Versteck herausgezogen werden kann. Spaltenschildkröten können auch gut klettern.